# فيزياء اجتماعية
الفيزياء الاجتماعية (بالإنجليزية: Social physics)‏ أو (بالإنجليزية: sociophysics)‏ هي مجال علمي يستخدم أدوات رياضية مستوحاة من الفيزياء لفهم سلوك الحشود البشرية. في الاستخدام التجاري الحديث، يمكن أن يشير أيضًا إلى تحليل الظواهر الاجتماعية بالبيانات الضخمة. ترتبط الفيزياء الاجتماعية ارتباطًا وثيقًا بالفيزياء الاقتصادية التي تستخدم طرق الفيزياء لوصف علم الاقتصاد.